# Eranina florula
Eranina florula är en skalbaggsart som först beskrevs av Bates 1881.  Eranina florula ingår i släktet Eranina och familjen långhorningar.
Artens utbredningsområde är Guatemala. Inga underarter finns listade i Catalogue of Life.